# Urnieta
Urnieta es un municipio de la provincia de Guipúzcoa en el País Vasco, España. Está situado en la comarca de San Sebastián de la que forma parte junto a los municipios de San Sebastián, Usúrbil, Lasarte-Oria, Astigarraga, Andoáin, Hernani, Lezo, Oyarzun, Pasajes y Rentería.
Importante punto de partida para senderismo, posee uno de los montes más míticos de Guipúzcoa: el monte Adarra, con mumerosos vestigios prehistóricos, destacando los crómlech de Eteneta.

## Toponimia

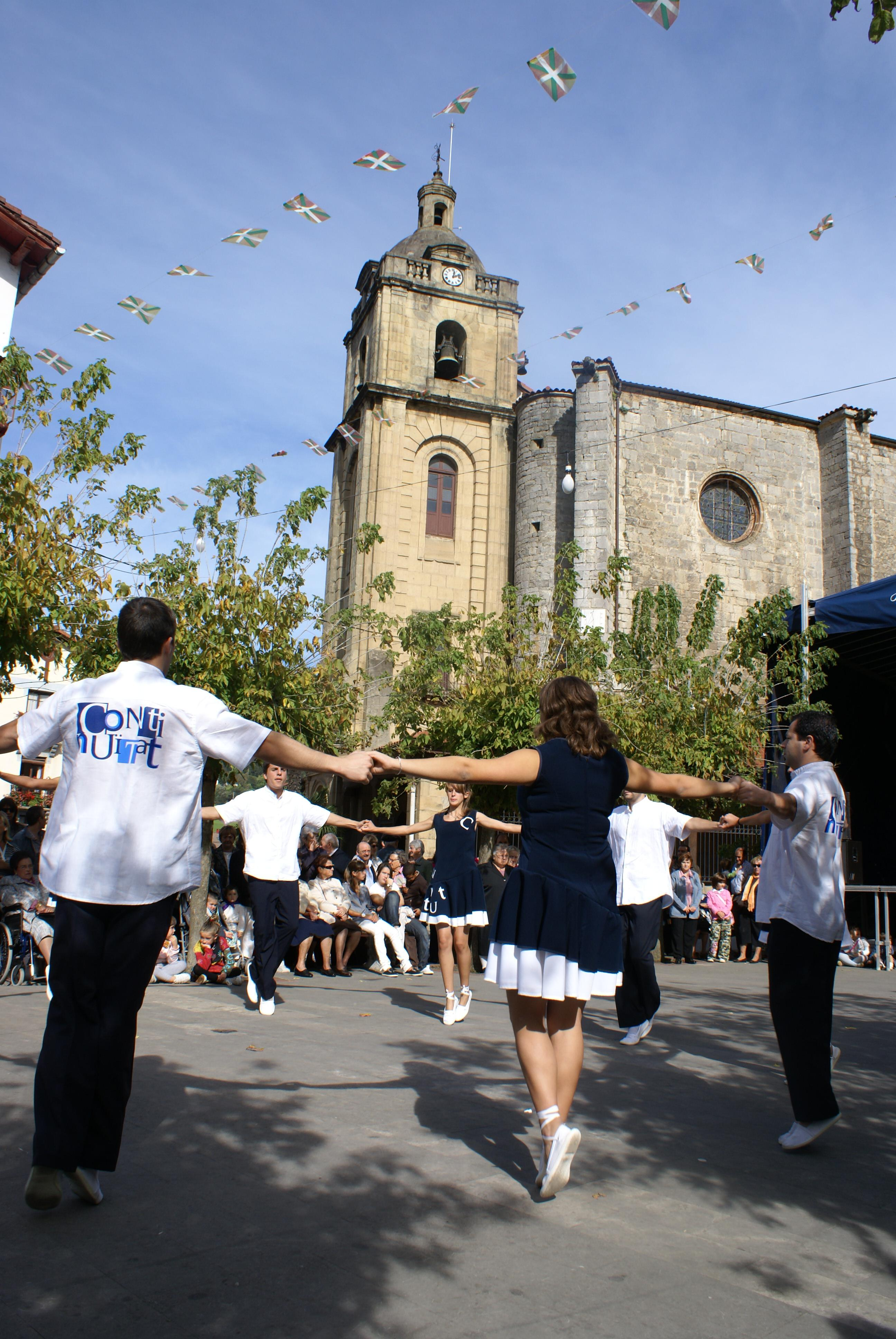
Grupo de baile catalán en San Migueles del 2008. Al fondo, la iglesia parroquial de San Miguel

Urnieta es un topónimo que presenta el sufijo -eta, típico de la toponimia vasca y que indica lugar de, unido a la palabra urni de significado desconocido. Existe un pueblo en Navarra llamado Urniza, donde esa misma palabra aparece unida al sufijo -(t)za, también típico vasco y que indica abundancia. Sin embargo en ambos casos no está nada claro el significado de Urni, ya que no existe actualmente esa palabra en lengua vasca. Debido a ello son múltiples las teorías al respecto.
La más extendida actualmente es la que deriva el nombre del pueblo de Burnieta, es decir de la palabra burni que significa hierro, significando el topónimo lugar con hierro. Esta hipótesis fue planteada por Justo Gárate y contó entre otros con el respaldo de Julio Caro Baroja. Sin embargo, esta hipótesis fue echada por tierra por otro prestigioso filólogo como Koldo Mitxelena, ya que este demostró que burni es una variante moderna de burdin y que suele ser este nombre el que aparece siempre formando compuestos toponímicos de la palabra hierro. El hecho es que tampoco puede justificarse una relación estrecha entre Urnieta y la palabra hierro, ya que no hay constancia de la existencia de vetas de este mineral en Urnieta, y si bien, Urnieta sí tuvo una importante ferrería, esta estaba localizada lejos del núcleo del pueblo, en la actual Lasarte-Oria.
Otros han buscado relacionar el nombre del pueblo con ur (agua). Numerosos autores del siglo XIX (Sebastián Miñano, Juan Ignacio Iztueta, Nicolás de Soraluce, etc.) repiten la hipótesis de que el nombre Urnieta era una deformación de Uroneta, voz que significa lugar de buenas aguas. Este nombre se debería al hecho de que en el término de Urnieta abundan las fuentes y riachuelos. Aunque esta explicación no resulta descabellada, pertenece más bien al terreno de las etimologías populares que al de estudios filológicos serios.
Otras etimologías que se han buscado al nombre del pueblo, tal y como comenta Teresa Amuategi en su libro sobre Urnieta son paraje de terrenos ondulados de lur uhin-eta, lugar abundante en montecillos o altozanos de muino-eta o bien otros relacionados con la condición de Urnieta como alto en el camino en una de las vías secundarias del Camino de Santiago medieval.
El nombre se escribe igual en castellano y euskera. El gentilicio de sus habitantes es urnietarra, común para hombres y mujeres.

## Demografía
Urnieta cuenta con una población de 6250 habitantes (INE 2024).
| Gráfica de evolución demográfica de Urnieta entre 1842 y 2021 |
| |
| Población de derecho según los censos de población del INE Población de hecho según los censos de población del INEEntre el censo de 1991 y el anterior, disminuye el término del municipio porque independiza a Lasarte Oria |

## Economía
Las siguientes empresas de Urnieta superan los 50 trabajadores según el Catálogo Industrial Vasco:
- Ambulancias Gipuzkoa: servicio de ambulancias y taller[4]
- Integración de Montajes Plásticos (IMP): fábrica que antiguamente perteneció a Moulinex y posteriormente a Groupe SEB y fabricaba electrodomésticos. Adquirida en 2005 por el grupo navarro ISN (Integración de Servicios Nuevos), se dedica actualmente a la subcontratación de piezas de plástico por inyección[5]
- Iparlat: leche y derivados lácteos[6]
- Metalocaucho (MTC): sistemas de suspensión y control de vibraciones de vehículos de superficie[7]

## Administración y política
| Partido político                                              | 2015  | 2015       | 2011  | 2011       | 2007    | 2007       | 2003        | 2003        | 1999  | 1999       | 1995  | 1995       | 1991  | 1991       |
| Partido político                                              | %     | Concejales | %     | Concejales | %       | Concejales | %           | Concejales  | %     | Concejales | %     | Concejales | %     | Concejales |
| Euzko Alderdi Jeltzalea-Partido Nacionalista Vasco (EAJ-PNV)  | 50,05 | 7          | 33,77 | 5          | 23,05   | 3          | 42,15       | 6           | 43,98 | 7          | 51,51 | 7          | 52,29 | 7          |
| Euskal Herria Bildu (EH Bildu)-Bildu                          | 26,53 | 4          | 32,85 | 5          | —       | —          | —           | —           | —     | —          | —     | —          | —     | —          |
| Partido Socialista de Euskadi-Euskadiko Ezkerra (PSE-EE PSOE) | 13,70 | 2          | 25,29 | 3          | 25,95   | 4          | 34,09       | 5           | 16,12 | 2          | 10,84 | 1          | 19,37 | 2          |
| Escaños en Blanco (EB-AZ)                                     | 5,82  | 0          | —     | —          | —       | —          | —           | —           | —     | —          | —     | —          | —     | —          |
| Partido Popular del País Vasco (PP)                           | 2,17  | 0          | 4,65  | 0          | 3,95    | 0          | 8,01        | 1           | 7,02  | 1          | 3,75  | 0          | —     | —          |
| Urnieta Denon Artean (UDA)                                    | —     | —          | —     | —          | 27,89   | 4          | —           | —           | —     | —          | —     | —          | —     | —          |
| Eusko Abertzale Ekintza-Acción Nacionalista Vasca (EAE-ANV)   | —     | —          | —     | —          | 19,16   | 2          | —           | —           | —     | —          | —     | —          | —     | —          |
| Ezker Batua-Berdeak (EB-B)                                    | —     | —          | —     | —          | —       | —          | 13,03       | 1           | 6,09  | 0          | 5,82  | 0          | —     | —          |
| Eusko Alkartasuna (EA)                                        | —     | —          | —     | —          | Con PNV | Con PNV    | Con PNV     | Con PNV     | —     | —          | 7,25  | 1          | —     | —          |
| Euskal Herritarrok (EH)-Herri Batasuna (HB)                   | —     | —          | —     | —          | —       | —          | Ilegalizado | Ilegalizado | 24,73 | 3          | 17,97 | 2          | 22,36 | 2          |
| Euskadiko Ezkerra (EE)                                        | —     | —          | —     | —          | —       | —          | —           | —           | —     | —          | —     | —          | 2,99  | 0          |